# Orkaanseizoen van de Grote Oceaan 2016
Het orkaanseizoen van de Grote Oceaan 2016 begon op 15 mei 2016 en eindigde op 30 november 2016. Dit orkaanseizoen betreft twee verschillende gebieden en daarmee eigenlijk twee verschillende seizoenen. Oostelijk van de 140e graad westerlengte begint het seizoen op 15 mei, in het gebied westelijk ervan tot aan de datumgrens begint het seizoen op 1 juni, net als de Atlantische orkaanseizoenen. Voor beide gebieden eindigt het seizoen op 30 november. Tropische depressies, die zich ten oosten van de 140e graad westerlengte vormen, krijgen het achtervoegsel "-E" (East) achter hun nummer. Tropische depressies, die zich tussen de 140e graad westerlengte en de datumgrens vormen, krijgen het achtervoegsel "-C" (Central). Als een tropische storm een naam krijgt uit het centrale gebied, staat achter de naam in het kopje '(C)' vermeld.
Zoals echter is geïllustreerd door de orkaan Pali, die de oudste tropische tropische cycloon ter wereld is, is de vorming van tropische cyclonen op elk moment van het jaar mogelijk. Na Pali begon het actieve seizoen echter traag, sinds het eerste seizoen sinds 2011, waarin in mei geen tropische cyclonen plaatsvonden, en ook de eerste sinds 2007 dat er geen benoemde stormen in de maand juni werden gevormd.
De orkaan Darby streek de Hawaïaanse eilanden af als een tropische storm die slechts geringe schade aanrichtte; terwijl de orkanen Lester en Madeline ook dreigden aan land te komen in Hawaï, maar aanzienlijk verzwakten voordat ze de eilanden naderden. Tropische storm Javier en de orkaan Newton kwamen beiden aan land in Mexico, waarbij de laatste verantwoordelijk was voor ten minste negen doden toen het aan land kwam in de buurt van Baja California Sur. Orkaan Ulika was een zeldzame en grillige storm die zigzag zag over 140 ° W naar totaal drie keer. De orkaan Seymour werd de sterkste storm van het seizoen, die eind oktober werd gevormd. Eind november, maakte orkaan Otto vanuit de Atlantische Oceaan een ongewone oversteek over Midden-Amerika, opkomend in de Oost-Pacific als een gematigde tropische storm maar verdween kort daarna.

## Samenvatting van het seizoen

Vier gelijktijdige tropische cyclonen bestonden op 22 juli. Van links naar rechts: Darby, Estelle, Eight-E (die spoedig Georgette zou worden), en Frank

Toen het nieuwe jaar begon, vormde Pali op 7 januari, twee dagen voor of oprichting van Tropical Storm Winona in 1989. Pali overtrof vervolgens het orkaan Ekeka-record in werd een orkaan op 11 januari. Toen Pali een piekintensiteit ging 100 mph bereikte, overtrof het Winona tot van sterkste cycloon van januari ten oosten van de dateline worden. Pali bereikte ook een record-breed breedegraad van 2,0 ° N, wat hij het record van Nine-C van 2,2 ° N versloeg ineens de zuidelijkste tropische cycloon werd op het westelijk halfrond. Feitelijke Pali in januari werd ingevoerd, begon de ontmoeting met een zeer inactieve start; voor het eerst sinds 2011 werden er geen tropische depressies van stormen ontstaan tijdens de maand mei, en in juni werden er helaas geen stormen meer genoemd.
Agatha vormde zich op 2 juli, de laatstgenoemde storm in de oostelijke Pacific, goed sinds 1969. Desondanks legde het seizoen een record vast voor het grootste aantal stormen in de eerste helft van juli. Toen Georgette op 21 juli werd gevormd, werd het de zevende storm in de maand juli; gelijk aan de vorige recordreeks in 1985 en 2015 voor de meest actieve maand juli sinds betrouwbare records begonnen. En toen Frank een orkaan werd (nadat Georgette dat deed), scoorde hij in juli een recordhoge 5 orkanen. Uiteindelijk, Howard gevormd op 31 juli, echter, werd genoemd tot 1 augustus, een met de naam storm verlegen van het record. Desondanks sloot het seizoen het record af in 1985 met de meeste stormen in juli. Activiteit in augustus was iets minder actief dan in juli. 
Lester en Madeline bedreigden het Big Island op orkaan sterkte. Lester passeerde het noorden van de eilanden, Madeline bracht wat regen toen de storm zuidelijk van Hawaï verdween. Javier en Newton volgden soortgelijke paden dicht bij de Mexicaanse kust, waarbij beide in respectievelijk begin augustus en begin september landden op het schiereiland Baja California. Nadat Newton september opende; Orkanen Orlene, Paine en Tropical Storm Roslyn volgde het vormen van ver van het land. Orkaan Ulika werd de eerste tropische cycloon ooit die driemaal 140 ° Wwreed oversteeg; Het werd ook de eerste storm in het centrale deel van de Stille Oceaan sinds Pali in januari. Ulika was de eerste storm sinds Ela in 2015 te vormen in de Eastern Pacific, maar het was niet genoemd totdat het invoeren van de Central Pacific. Na een ongewoon rustige oktober werd de orkaan Seymour de zesde grote orkaan van het seizoen, evenals de sterkste. Tropische storm Tina is half november dicht bij de kust van Mexico ontstaan. Eind november kwam Tropische Storm Otto het bassin vanuit de Atlantische Oceaan binnen en werd daarmee slechts de achttiende cycloon; Het verdween echter snel vanwege ongunstige omstandigheden.
1990 · 1991 · 1992 · 1993 · 1994 · 1995 · 1996 · 1997 · 1998 · 1999 · 2000 · 2001 · 2002 · 2003 · 2004 · 2005 · 2006 · 2007 · 2008 · 2009 · 2010 · 2011 · 2012 · 2013 · 2014 · 2015 · 
2016 · 2017 · 2018